# Gemini Man
A Gemini Man 2019-ben bemutatott amerikai sci-fi akciófilm, melyet Ang Lee rendezett, David Benioff, Billy Ray és Darren Lemke forgatókönyve alapján. A főszereplők Will Smith, Mary Elizabeth Winstead, Clive Owen és Benedict Wong. A film bemutatója az Amerikai Egyesült Államokban 2019. október 11-én volt, a Paramount Pictures forgalmazásában, míg Magyarországon egy nappal hamarabb szinkronizálva, október 10-én mutatta be az UIP-Dunafilm. A film exkluzív premierjét a budapesti Cinema City Arénában tartották 2019. szeptember 25-én, amelyre a rendező, Ang Lee és producerei Jerry Bruckheimer és David Ellison, valamint maga Will Smith is tiszteletét tette születésnapja alkalmából.
A film ötlete 1997-ben született meg Darren Lemke fejében, majd 20 éven át hánykódott. Közben több rendező, köztük Tony Scott, Curtis Hanson és Joe Carnahan is szóba került a megfilmesítéshez, és olyan sztárokat hoztak kapcsolatba vele, mint Harrison Ford, Mel Gibson, Clint Eastwood és Sean Connery. 2016-ban a Skydance Media megvásárolta a Disney-től a többször átírt forgatókönyvet, majd 2017. októberében Ang Lee leszerződött a Skydance-szel és a Paramounttal a forgalmazási jogokról. A forgatásra 2018. februárja és májusa között került sor.

## Rövid történet
Egy öregedő bérgyilkost a fiatalabb saját klónja akar megölni.

## Cselekmény
Henry Brogan 51 éves volt tengerészgyalogos mesterlövész, aki kivételes bérgyilkosként dolgozik a Védelmi Hírszerző Ügynökségnek (DIA). Egy akcióban egy belgiumi vonaton egy névtelen bioterrorista meggyilkolására küldik. A küldetés során Henry megfigyelője figyelmezteti őt, hogy egy fiatal lány közeledik a célpont felé, ami miatt Henry az utolsó pillanatig késlekedik a lövéssel, és nyakon lövi a férfit, annak ellenére, hogy a fejére célzott. A gyilkolásból kiábrándulva Henry visszavonul a kormányzati szolgálatból.
Miközben a Georgia állambeli Buttermilk Soundban alkalmazkodik a nyugdíjas évekhez, Henry találkozik Dannyvel, a hajókölcsönző vezetőjével, és újra kapcsolatba kerül egy régi barátjával, Jackkel, aki elárulja, hogy egy Jurij nevű informátor azt mondta neki, hogy a férfi, akit Henry megölt, ártatlan volt. Bizonyítékot követelve Henry ráveszi Jacket, hogy szervezzen találkozót Jurijjal.
Az ügynökség igazgatója, Lassiter megtorlásul, amiért Henry tudott a megtévesztésükről, meg akarja öletni őt; Clay Varris, egy „GEMINI” kódnevű elit magán katonai egység vezetője, engedélyt kér a likvidálására, de elutasítják.
Rájön, hogy Danny egy ügynöktársa, akit azért küldtek, hogy megfigyelje őt, Henry összebarátkozik vele. Miután a házába betörnek a kormány ügynökei, Henry felhívja a megfigyelőjét, akit Jackkel és a szeretőjével együtt megölnek. Henry figyelmezteti Dannyt a támadásra, és sikerül megölniük a rájuk küldött bérgyilkosokat, megtudva, hogy az ügynökség mindkettőjüket holtan akarja látni.
Henry és Danny Kolumbiába menekül Baronnal, Henry egykori kollégájával. Utóbbi és Danny Baron otthonában rejtőznek el, és azt tervezik, hogy találkoznak Jurijjal a további lehetőségek miatt. Eközben Clay a legjobb bérgyilkosát küldi Henry megölésére. A férfi ellen harcolva Henry-nek feltűnik, hogy a bérgyilkos kísértetiesen hasonlít rá, csak fiatalabb, és hasonló képességekkel rendelkezik, mint ő. Amikor a sebesült bérgyilkos megérkezik egy menedékházba, kiderül, hogy ő Clay örökbefogadott „fia”, Junior. Bár furcsállja a Henryhez való hasonlóságát, Junior parancsot kap, hogy fejezze be a munkát.
Henry-t is zavarja a bérgyilkoshoz való hasonlósága, akiről Danny azt sugallja, hogy Henry tagadása ellenére az ő gyermeke lehet. Henry kétségbeesetten keresi a válaszokat, ezért Baron megszerez egy Gulfstream-et, és Magyarországra szállíttatja őket. A Juniorból kinyert DNS-mintákat megvizsgálva Danny felfedezi, hogy az ő és Henry DNS-e megegyezik – azaz Junior Henry klónja. Henry ezután találkozik Jack kapcsolatával, Jurijjal, és megtudja, hogy a klónozási projekt és a férfi, akit megölt, a projekt egyik tudósa volt. A tudós, aki olyan módszert tervezett, amellyel fájdalmat és érzelmeket nem ismerő klónokat lehetett előállítani, megpróbálta elhagyni a projektet, de amikor lebukott, megölték.
Hogy megpróbálja rávenni Juniort, hogy elforduljon Clay szándékaitól, Henry felhívja Lassitert, aki beleegyezik, hogy elküldi Juniort, hogy biztonságban visszahozza Dannyt az Egyesült Államokba. Dannyért begyűjtve Junior csapdát állít Henrynek, de a lány a szájába rejtett lehallgató eszközzel figyelmezteti őt. A fiatalabb bérgyilkost rajtaütve Henry elmagyarázza Juniornak, hogy ő egy klón, és meggyőzi őt azzal, hogy feltárja a hasonló vonásaikat, amelyeket senki más nem ismerhet. Visszaszökve a GEMINI-re, a megtört szívű Junior szembesíti Clay-t, aki azt állítja, hogy le kell győznie Henryt, hogy felülmúlhassa őt.
A GEMINI-ből való távozás után megtalálja Henryt, Junior szövetkezik vele, hogy legyőzzék Clayt, miközben Henry arra buzdítja Juniort, hogy lépjen ki, hogy jobb emberré válhasson. Baron egy Clay által elrendelt rajtaütésben meghal, Junior pedig rövid közelharc után eszméletlenre veri Clayt.
Miután legyőzték a GEMINI ügynökök egy hullámát, Henry, Danny és Junior egy másik, különleges páncélzatú ügynökkel találják szembe magukat, aki nem érez fájdalmat vagy érzelmeket. Többszöri lövöldözés és több másodlagos robbanás után sikerül halálosan megsebesíteniük. Leveszik a sisakját, és kiderül, hogy Henry egy másik, Juniorral egyidős fiatal klónja, akinek minden érzelmét és fájdalomérzetét eltávolították. A legyőzött Clay megpróbálja igazolni tettét Juniornak: Henry képességeivel rendelkező klónok létrehozása egyrészt megkímélné a fiatal katonák jövőbeli életét, másrészt hihetetlenül sikeressé tenné a műveleteket. Junior undorodva azt tervezi, hogy lelövi Clayt. Ehelyett Henry meggyőzi Juniort az ellenkezőjéről, és maga öli meg Clayt, miután már megélte a gyilkolás súlyos terhét.
Megnyugodva, hogy nincs több klón, amelyet előállítottak, és hogy végre megszabadultak a veszélytől, Henry később találkozik Juniorral, aki Henry anyja vezetékneve után „Jackson Brogan” feltételezett személyazonossággal iratkozott be a főiskolára. Henry és Danny együtt tervezik Jackson jövőjét.

## Szereplők
| Szerep | Színész                 | Magyar hang           | Leírás                                                                                        |
| --- | ----------------------- | --------------------- | --------------------------------------------------------------------------------------------- |
| Henry Brogan | Will Smith              | Kálid Artúr           | Idősödő kormánybérgyilkos, akit nemzedéke egyik legjobb gyilkosának tekintenek.               |
| Junior | Will Smith              | Kálid Artúr           | Henry fiatal bérgyilkos klónja, akit Henry után küldtek, hogy megölje.                        |
| Danny Zakarweski | Mary Elizabeth Winstead | Pálmai Anna           | Bérgyilkosnő, Henry szövetségese, aki továbbra is segít neki, miután a férfi célponttá válik. |
| Clayton „Clay” Varris | Clive Owen              | Fekete Ernő           | A GEMINI program igazgatója, aki létrehozta Juniort Henry „nyugdíjba vonulására” és helyére.  |
| Baron | Benedict Wong           | Bede-Fazekas Szabolcs | Henry és Danny kollégája.                                                                     |
| Janet Lassiter | Linda Emond             | Kovács Nóra           |                                                                                               |
| Marino | E.J. Bonilla            | Szatory Dávid         |                                                                                               |
| Jack Willis | Douglas Hodge           | Harmath Imre          |                                                                                               |
| Yuri Kovács | Ilia Volok              | Lux Ádám              |                                                                                               |
| További magyar hangok |                         |                       |                                                                                               |
| Szűcs Alexandra, Varga Rókus, Vámos Mónika, Szrna Krisztián, Széles Tamás, Szabó Andor, Petridisz Hrisztosz, Roatis Andrea, Sörös Miklós, Pekár Adrienn, Pál Tamás, Oroszi Tamás, Maszlag Bálint, Kisfalusi Lehel, Ligeti Kovács Judit, Király Adrián, Erdős Borcsa, Bácskai János, Czető Roland, Baráth István, Kovács István |                         |                       |                                                                                               |

## A film készítése
A Gemini Man Darren Lemke koncepcióján alapul, eredetileg a Walt Disney Pictures készítette és Don Murphy, valamint Tony Scott rendezte 1997-ben. Scott-ot, Curtis Hanson-t és Joe Carnahan-ot már korábban is megválasztották a film megrendezésére. A The Secret Lab kifejlesztett egy eljárást, az úgynevezett Human Face Project-et, hogy a filmben olyan vizuális effektusokat hozzon létre, amelyek során a főszereplő fiatalabb CG-klónját hozzák létre. Harrison Ford, Chris O’Donnell, Mel Gibson, Jon Voight, Nicolas Cage, Clint Eastwood és Sean Connery, mindannyian a főszereplő jelöltek közé tartoztak. A filmmel azonban nem haladt előre a Disney, mivel a technológia nem volt elég fejlett a film készítéséhez.
A Lemke forgatókönyvét azóta is Billy Ray, Andrew Niccol, David Benioff, Brian Helgeland, Jonathan Hensleigh, Stephen J. Rivele & Christopher Wilkinson írócsoportja írta.
2016-ban a Skydance Media megszerezte a filmet a Disney-től, Jerry Bruckheimer, a Skydance David Ellison, Dana Goldberg és Don Granger, valamint Murphy, Mike Stenson, Chad Oman és Brian Bell lettek a produkciós gyártók. Ang Lee-t felvették a film rendezőjének a Paramount Pictures és a Skydance film számára 2017. áprilisban.
A főszerepet Will Smith vállalta el, a bemutató tervezett dátuma 2019. október 11. lett. 2018. januárjában Clive Owen és Mary Elizabeth Winstead csatlakoztak a filmhez, Winstead megnyerte a szerepet Tatiana Maslany előtt. 2018. februárjában Benedict Wong is csatlakozott a a szereplők köreihez a forgatás megkezdésekor.
A film forgatása 2018. február 27-én kezdődött a Glennville-ben (Georgia állam), valamint magába foglalja a kolumbiai Cartagena városában található különböző helyeket. A filmkészítés 2018. májusában folytatódott a Magyarországon található budapesti Széchenyi gyógyfürdőben. Mint Lee rendező előző filmjénél, a Billy Lynn hosszú, félidei sétájánál a filmet digitálisan is felvették 120 fps képváltási sebességgel, 3D-re módosítva, ezúttal módosított ARRI Alexa kamerákkal, amelyeket STEREOTEC 3D kocsikra szereltek.
A vizuális effektusokat a Weta Digital hozta létre, Bill Westenhofer felügyelte alatt.

## Fogadtatás
A film vegyes véleményeket kapott az értékelőktől. A Metacritic oldalán a film értékelése 38%-os, ami 49 véleményen alapul. A Rotten Tomatoeson a Gemini Man 26%-os minősítést kapott, 319 értékelés alapján.

## Bevételi adatok
- Költségvetés: 138 000 000 dollár
- Hazai bevétel: 48 546 770 dollár
- Külföldi bevétel: 124 922 746 dollár
- Világszerte: 173 469 516 dollár[30]